# CTNNBIP1
CTNNBIP1 (англ. Catenin beta interacting protein 1) – білок, який кодується однойменним геном, розташованим у людей на короткому плечі 1-ї хромосоми.  Довжина поліпептидного ланцюга білка становить 81 амінокислот, а молекулярна маса — 9 170.
| 10         |  | 20         |  | 30         |  | 40         |  | 50         |
| ---------- |  | ---------- |  | ---------- |  | ---------- |  | ---------- |
| MNREGAPGKS |  | PEEMYIQQKV |  | RVLLMLRKMG |  | SNLTASEEEF |  | LRTYAGVVNS |
| QLSQLPPHSI |  | DQGAEDVVMA |  | FSRSETEDRR |  | Q          |  |            |

A: Аланін

D: Аспарагінова кислота

E: Глутамінова кислота

F: Фенілаланін

G: Гліцин

H: Гістидин

I: Ізолейцин

K: Лізин

L: Лейцин

M: Метіонін

N: Аспарагін

P: Пролін

Q: Глутамін

R: Аргінін

S: Серин

T: Треонін

V: Валін

Задіяний у такому біологічному процесі як сигнальний шлях Wnt. 
Локалізований у цитоплазмі, ядрі.